# کابینه هیروتا
کابینه هیروتا (انگلیسی: Hirota Cabinet) سی و دومین هیئت دولت ژاپن به رهبری هیروتا کوکی از ۹ مارس ۱۹۳۶ تا ۲ فوریه ۱۹۳۷ است.
کابینه هیروتا یک «کابینه وحدت ملی» بود که پس از حادثه 26 فوریه توسط کوکی هیروتا، که به عنوان وزیر امور خارجه در کابینه اوکادا خدمت کرده بود، به توصیه جنرو کینموچی سایونجی تشکیل شد. تشکیل کابینه به دلیل مقاومت نظامیان دشوار بود.